# 杉林溪盔兰
杉林溪盔兰（学名：Corybas shanlinshiensis）为兰科盔兰属下的一个种。

## 扩展阅读
- 維基物種上的相關：杉林溪盔兰